# Wasserhochbehälter (Wenigerath)

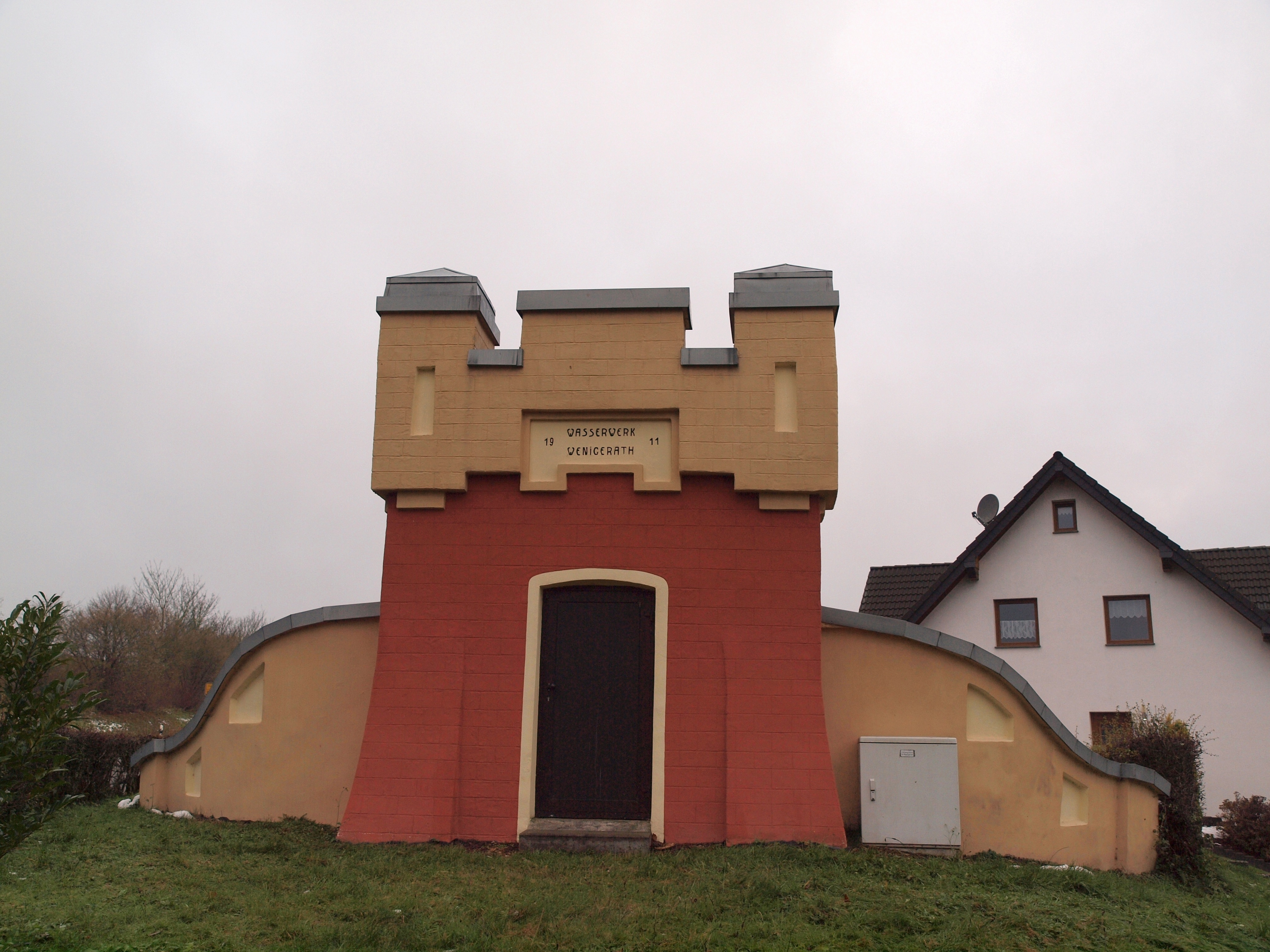
Wasserhochbehälter in Wenigerath

Der Wasserhochbehälter in Wenigerath, einem Ortsteil der Gemeinde Morbach im Landkreis Bernkastel-Wittlich in Rheinland-Pfalz, wurde 1911 errichtet. Der Wasserhochbehälter am nordwestlichen Ortsausgang ist ein geschütztes Kulturdenkmal.
Der verputzte Bau, der mit der Jahreszahl 1911 bezeichnet ist, hat eine aufwendig gestaltete Front in Formen der Burgenarchitektur.